# Gilles Biron
Gilles Biron (ur. 13 kwietnia 1995 w Schœlcher) – francuski lekkoatleta sprinter, medalista mistrzostw świata, Europy i halowych mistrzostw Europy.
Specjalizuje się w biegu na 400 metrów. Zdobył brązowy medal w sztafecie 4 × 400 metrów na młodzieżowych mistrzostwach Europy w 2017 w Bydgoszczy. Odpadł w eliminacjach tej konkurencji na igrzyskach olimpijskich w 2020 w Tokio.
Zdobył brązowy medal w sztafecie 4 × 400 metrów na mistrzostwach Europy w 2022 w Monachium i srebrny medal w tej konkurencji na halowych mistrzostwach Europy w 2023 w Stambule. W 2023 został wicemistrzem świata, w biegu rozstawnym 4 × 400 metrów.
Był mistrzem Francji w biegu na 400 metrów w 2021, a w hali mistrzem na tym dystansie w 2023, wicemistrzem w 2020 i brązowym medalistą w 2022.

## Osiągnięcia
| Rok  | Impreza                                 | Miejsce   | Konkurencja        | Pozycja    | Wynik           |
| ---- | --------------------------------------- | --------- | ------------------ | ---------- | --------------- |
| 2017 | Młodzieżowe mistrzostwa Europy          | Bydgoszcz | bieg na 400 m      | półfinał   | 46,56           |
| 2017 | Młodzieżowe mistrzostwa Europy          | Bydgoszcz | sztafeta 4 × 400 m | 3. miejsce | 3:05,24         |
| 2021 | Igrzyska olimpijskie                    | Tokio     | sztafeta 4 × 400 m | eliminacje | 3:00,81         |
| 2022 | Mistrzostwa Europy                      | Monachium | bieg na 400 m      | półfinał   | 45,75           |
| 2022 | Mistrzostwa Europy                      | Monachium | sztafeta 4 × 400 m | 3. miejsce | 2:59,64         |
| 2023 | Halowe mistrzostwa Europy               | Stambuł   | bieg na 400 m      | półfinał   | 46,71           |
| 2023 | Halowe mistrzostwa Europy               | Stambuł   | sztafeta 4 × 400 m | 2. miejsce | 3:06,52         |
| 2023 | I dywizja drużynowych mistrzostw Europy | Chorzów   | sztafeta mieszana  | 2. miejsce | 3:13,36         |
| 2023 | Mistrzostwa świata                      | Budapeszt | sztafeta mieszana  | 4. miejsce | 3:12,99         |
| 2023 | Mistrzostwa świata                      | Budapeszt | sztafeta 4 × 400 m | 2. miejsce | 2:58,45         |
| 2024 | World Athletics Relays                  | Bahamy    | sztafeta mieszana  | 6. miejsce | 3:17,38 (elim.) |
| 2024 | World Athletics Relays                  | Bahamy    | sztafeta 4 × 400 m | repasaże   | 3:02,44         |
| 2024 | Mistrzostwa Europy                      | Rzym      | bieg na 400 m      | półfinał   | 45,91           |
| 2024 | Mistrzostwa Europy                      | Rzym      | sztafeta 4 × 400 m | 4. miejsce | 3:01,43         |
| 2024 | Igrzyska olimpijskie                    | Paryż     | bieg na 400 m      | repasaże   | 45,87           |
| 2024 | Igrzyska olimpijskie                    | Paryż     | sztafeta 4 × 400 m | 9. miejsce | 3:07,30         |
| 2025 | I dywizja drużynowych mistrzostw Europy | Madryt    | sztafeta mieszana  | 5. miejsce | 3:11,71         |

## Rekordy życiowe
- bieg na 200 metrów – 21,24 (15 maja 2021, Angers)
- bieg na 200 metrów (hala) – 21,20 (6 lutego 2022, Aubière)
- bieg na 400 metrów – 45,05 (4 lipca 2023, San Salvador oraz 14 lipca 2024, La Chaux-de-Fonds)
- bieg na 400 metrów (hala) – 46,11 (19 lutego 2023, Aubière)

27 sierpnia 2023 w Budapeszcie francuska sztafeta 4 × 400 metrów z Bironem na drugiej zmianie wynikiem 2:58,45 ustanowiła aktualny rekord kraju w tej konkurencji.